# Car Seat Headrest
Car Seat Headrest és un grup estatunidenc d'indie rock format a Leesburg (Virginia) l'any 2010 pel músic Will Toledo. Entre el 2014 i el 2016, es van unir Andrew Katz (bateria), Ethan Ives (guitarra) i Seth Dalby (baix). Actualment tenen base a Seattle (Washington).

## Història

### 2010-2014: Formació i llançaments independents en solitari
Després d'usar l'àlies Nervous Young Men durant el 2008 però no obtenir bons resultats, el 2010 va sorgir Car Seat Headrest, originalment com un projecte en solitari de Will Toledo, qui escrivia i gravava totes les cançons. Com que comptava amb pocs recursos (per exemple, solia gravar les veus al seu cotxe, d'allà el nom del grup) va desenvolupar un so lo-fi característic.
Durant aquesta època va publicar 14 projectes, incloent àlbums d'estudi, àlbums compilatoris, EPs i un àbum en directe. Al llarg del 2010 publicà quatre àlbums numerats (1, 2, 3 i 4), l'EP Sunburned Shirts i el compilatori Little Pieces of Paper with "No" Written on Them. El 2011 va publicar My Back is Killing Me Baby i l'àlbum conceptual Twin Fantasy, el qual acabà desenvolupant un seguiment de culte al llarg dels anys i jugà un paper important en la fama del grup. El 2012 van publicar l'àlbum Monomania i l'EP Living While Starving.
El 2013 Toledo va començar a tocar en concert amb alguns amics de la universitat: Katie Wood, Austin Ruhf i Christian Northover. Una d'aquelles actuacions va convertir-se en l'àlbum en directe Live at WCWM: Car Seat Headrest. A aquest el va seguir l'àlbum d'estudi doble Nervous Young Man, que incloïa l'àlbum compilatori Disjecta Membra si es pagaven més de cinc dòlars a Bandcamp. L'últim llançament com a projecte en solitari va ser l'EP d'una hora de duració How to Leave Town, publicat el 2014.

### 2015-present: Matador Records i llançaments com a grup
El 2015, Car Seat Headrest, ara format per Toledo, Jacob Bloom (baix) i Andrew Katz (bateria), van signar amb la discogràfica Matador Records, amb la qual van publicar aquell mateix any el disc Teens of Denial, un àlbum compilatori consistent en diverses regravacions de cançons d'àlbums anteriors. Poc després, Bloom va deixar el grup, i s'hi van unir Ethan Ives (guitarra) i Seth Dalby (baix).
El 2016, van publicar l'àlbum Teens of Denial, el qual va ser un èxit tant comercialment com crítica. El 2018, el grup va publicar una regravació com a grup complet de Twin Fantasy, titulada Twin Fantasy (Face to Face). La versió original es va retitular Twin Fantasy (Mirror to Mirror). De la gira de l'àbum va sorgir el disc en directe Commit Yourself Completely, publicat el 2019.
El següent disc del grup, Making a Door Less Open, es va publicar el 2020, i compta amb un estil molt diferent dels àlbums anteriors, incorporant elements d'electrònica i hip hop. A aquest el van seguir dos EPs relacionats: MADLO: Influences i MADLO: Remixes, tots dos publicats el 2021.

## Membres

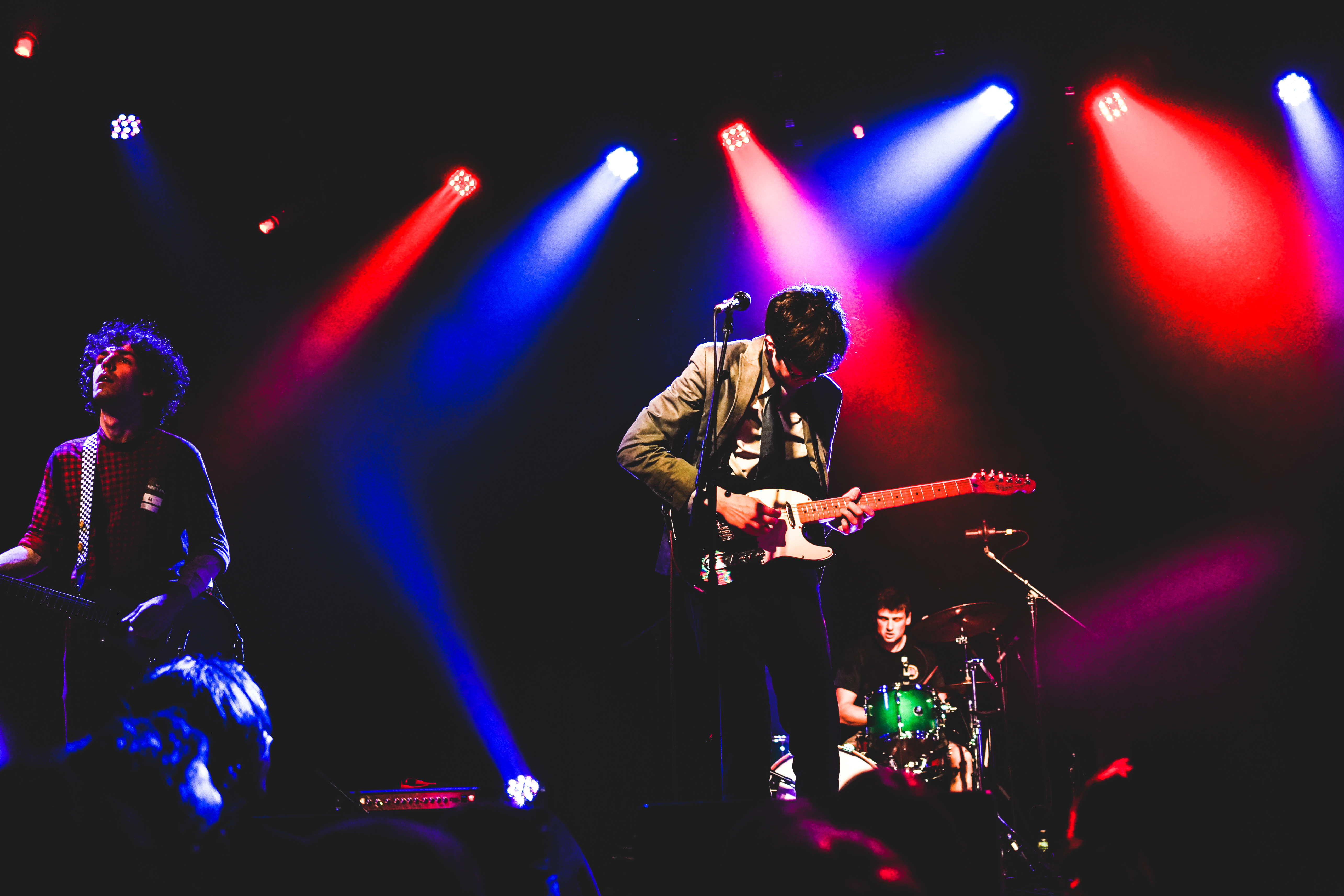
Will Toledo (centre), Ethan Ives (esquerra) i Andrew Katz (dreta).

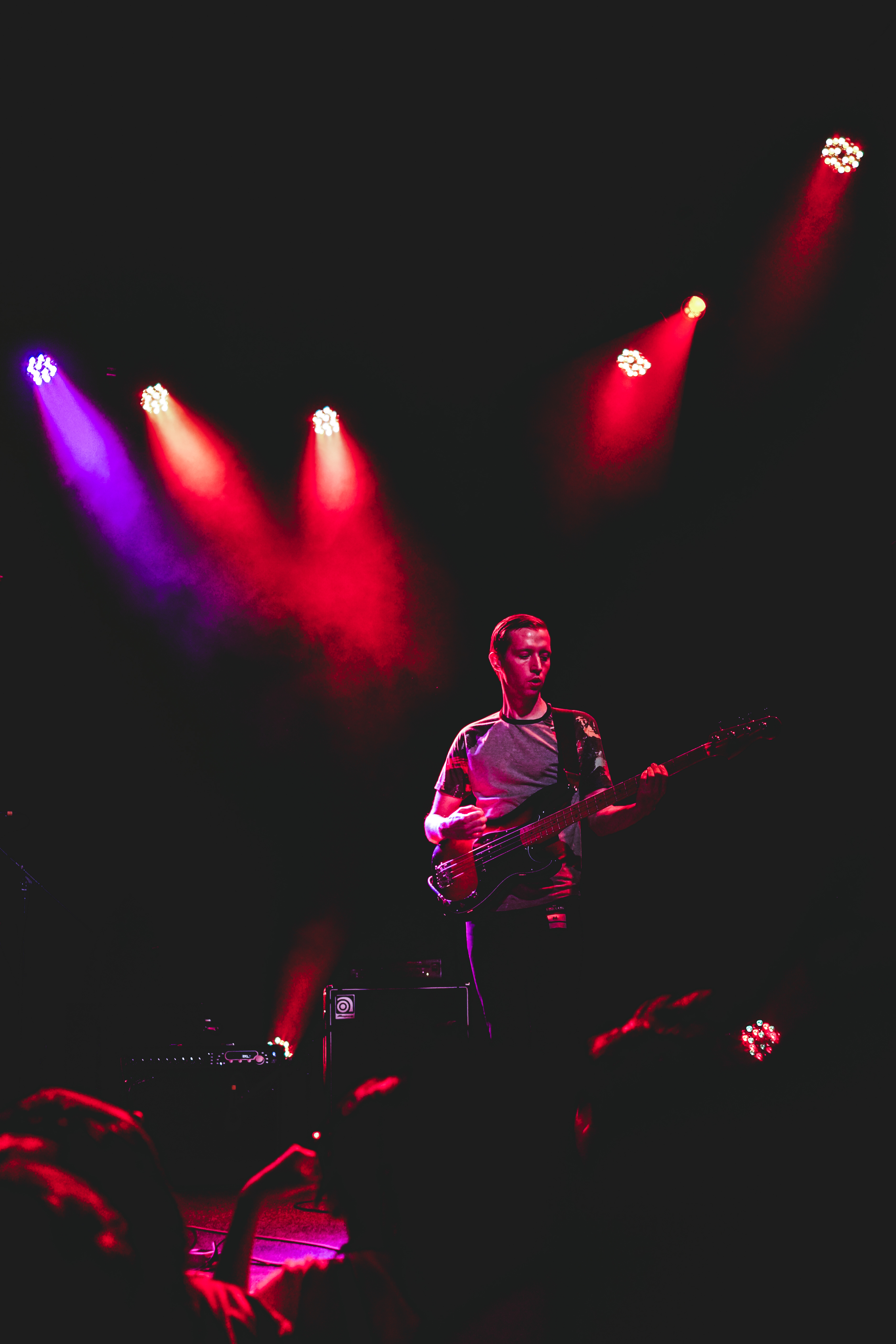
Seth Dalby.

### Actuals
- Will Toledo: veu, guitarra, teclats (2010-present), bateria, baix (2010-2015)
- Ethan Ives: guitarra, cors (2016-present), baix (2015-2016)
- Andrew Katz: bateria, cors (2014-present)
- Seth Dalby: baix (2016-present, sessió de 2011)

### De gira
- Grant Mullen: guitarra, cors (2016, 2018-2019)
- Gianni Aiello: guitarra, teclats, cors (2016, 2018-2019)
- Henry LaVallee: percussió addicional (2016, 2018-2019)
- Ben Roth: teclats (2022-present)

### Anteriors
- Katie Wood: guitarra, cors (2012-2014)
- Austin Ruhf: baix, cors, violoncel (2012–2014)
- Christian Northover: bateria (2012-2014)
- Will Mash: guitarra (2012)
- Jacob Bloom: baix (2014-2015)

## Discografia

### Àlbums d'estudi
- 1 (2010)
- 2 (2010)
- 3 (2010)
- 4 (2010)
- My Back is Killing Me Baby (2011)
- Twin Fantasy (2011)
- Monomania (2012)
- Nervous Young Man (2012)
- Teens of Denial (2016)
- Twin Fantasy (Face to Face) (2018)
- Making a Door Less Open (2020)

### Àlbums compilatoris
- Little Pieces of Paper with "No" Written on Them (2010)
- Disjecta Membra (2013)
- Teens of Style (2015)
- The MADLO EPs (2022)

### EPs
- Sunburned Shirts (2010)
- Living While Starving (2012)
- How to Leave Town (2014)
- MADLO: Influences (2021)
- MADLO: Remixes (2021)

### Àlbums en directe
- Live at WCWM (2013)
- Spotify Sessions (2016)
- Commit Yourself Completely (2019)